# Elezioni comunali in Emilia-Romagna del 1998
Il 24 maggio 1998 (con ballottaggio il 7 giugno) e il 29 novembre (con ballottaggio il 13 dicembre) in Emilia-Romagna si tennero le elezioni per il rinnovo di numerosi consigli comunali.

## Elezioni del maggio 1998
Parma
Parma
| Candidati e Liste                     | Voti    | %       | Seggi |
| ------------------------------------- | ------- | ------- | ----- |
| Elvio Ubaldi                          | 32.113  | 31,06   | -     |
| Forza Italia                          | 11.693  | 13,99   | 12    |
| Civiltà Parmigiana                    | 11.308  | 13,53   | 12    |
| Stefano Lavagetto                     | 31.558  | 30,53   | 1     |
| Democratici di Sinistra               | 13.852  | 16,57   | 4     |
| Rifondazione Comunista                | 10.329  | 12,36   | 3     |
| Partito Popolare Italiano             | 3.094   | 3,70    | 1     |
| Socialisti Democratici Italiani       | 1.317   | 1,58    | -     |
| Rinnovamento Italiano - PRI           | 821     | 0,98    | -     |
| Mario Tommasini                       | 19.538  | 18,90   | 1     |
| Lista Tommasini                       | 11.196  | 13,39   | 2     |
| Federazione dei Verdi                 | 2.267   | 2,71    | -     |
| Massimo Moine                         | 6.799   | 6,58    | 1     |
| Alleanza Nazionale - Unione di Centro | 6.242   | 7,47    | -     |
| Mariano Pedrelli                      | 5.936   | 5,74    | 1     |
| Lega Nord                             | 5.535   | 6,62    | -     |
| Renata Lottici                        | 5.032   | 4,87    | 1     |
| Insieme per Parma                     | 3.854   | 4,61    | -     |
| Claudio Magnani                       | 2.408   | 2,33    | -     |
| Partito Socialista                    | 2.092   | 2,50    | -     |
| Totale alle liste                     | 83.600  | 100,00  | 35    |
| TOTALE                                | 103.384 | 100,00' | 40    |

Piacenza
Piacenza
| Candidati e Liste                                                     | Voti   | %       | Seggi |
| --------------------------------------------------------------------- | ------ | ------- | ----- |
| Gianguido Guidotti                                                    | 23.032 | 35,71   | -     |
| Polo per le Libertà                                                   | 22.056 | 37,95   | 22    |
| Ultimino Politi                                                       | 26.582 | 41,21   | 1     |
| Democratici di Sinistra                                               | 12.034 | 20,71   | 6     |
| Partito Popolare Italiano - Rinnovamento Italiano                     | 5.240  | 9,02    | 2     |
| Rifondazione Comunista                                                | 4.241  | 7,30    | 2     |
| Federazione dei Verdi                                                 | 1.591  | 2,74    | -     |
| Massimo Polledri                                                      | 10.545 | 16,35   | 1     |
| Lega Nord                                                             | 7.709  | 13,27   | 4     |
| Lista Civica                                                          | 1.370  | 2,36    | -     |
| Giorgio Soprani                                                       | 2.198  | 3,41    | 1     |
| Partito Pensionati                                                    | 1.945  | 3,35    | -     |
| Stefano Pareti                                                        | 2.142  | 3,32    | 1     |
| Partito Repubblicano Italiano - Lista Pensionati - Partito Socialista | 1.927  | 3,32    | -     |
| Totale alle liste                                                     | 58.113 | '100,00 | 36    |
| TOTALE                                                                | 64.499 | 100,00' | 40    |

Ravenna
Faenza
| Candidati e Liste                                                                       | Voti   | %       | Seggi |
| --------------------------------------------------------------------------------------- | ------ | ------- | ----- |
| Enrico De Giovanni                                                                      | 22.769 | 66,47   | -     |
| Democratici di Sinistra                                                                 | 7.743  | 27,36   | 9     |
| Partito Popolare Italiano-Partito Repubblicano Italiano-Socialisti Democratici Italiani | 7.714  | 27,26   | 9     |
| Rifondazione Comunista                                                                  | 2.755  | 9,74    | 3     |
| Lista Civica                                                                            | 490    | 1,73    | -     |
| Graziano Resta                                                                          | 8.630  | 25,20   | 1     |
| Forza Italia-Centro Cristiano Democratico-Cristiani Democratici Uniti                   | 4.265  | 15,07   | 4     |
| Alleanza Nazionale                                                                      | 2.733  | 9,66    | 2     |
| Mauro Monti                                                                             | 1.735  | 5,07    | 1     |
| Lega Nord                                                                               | 1.626  | 5,75    | -     |
| Gigliola Cordiviola                                                                     | 1.118  | 3,26    | 1     |
| Federazione dei Verdi-Rinnovamento Italiano                                             | 971    | 3,43    | -     |
| Totale alle liste                                                                       | 28.297 | 100,00  | 27    |
| TOTALE                                                                                  | 34.252 | 100,00' | 30    |